# 59 (album)
59 è l'ottavo album in studio delle Puffy AmiYumi. Pubblicato nel 2004, raggiunse la posizione 64 della Japanese Albums Chart.

## Tracce
1. Teen Titans Theme
2. Sunrise
3. Joining A Fan Club
4. Kokoro ni Hana o
5. Kazemakase Futaritabi
6. Forever
7. So Long Zero
8. Teen Titans Theme (Japanese Version)